# Santuario de Las Lajas
Koordinaten: 0° 48′ 19,2″ N, 77° 35′ 9,6″ W

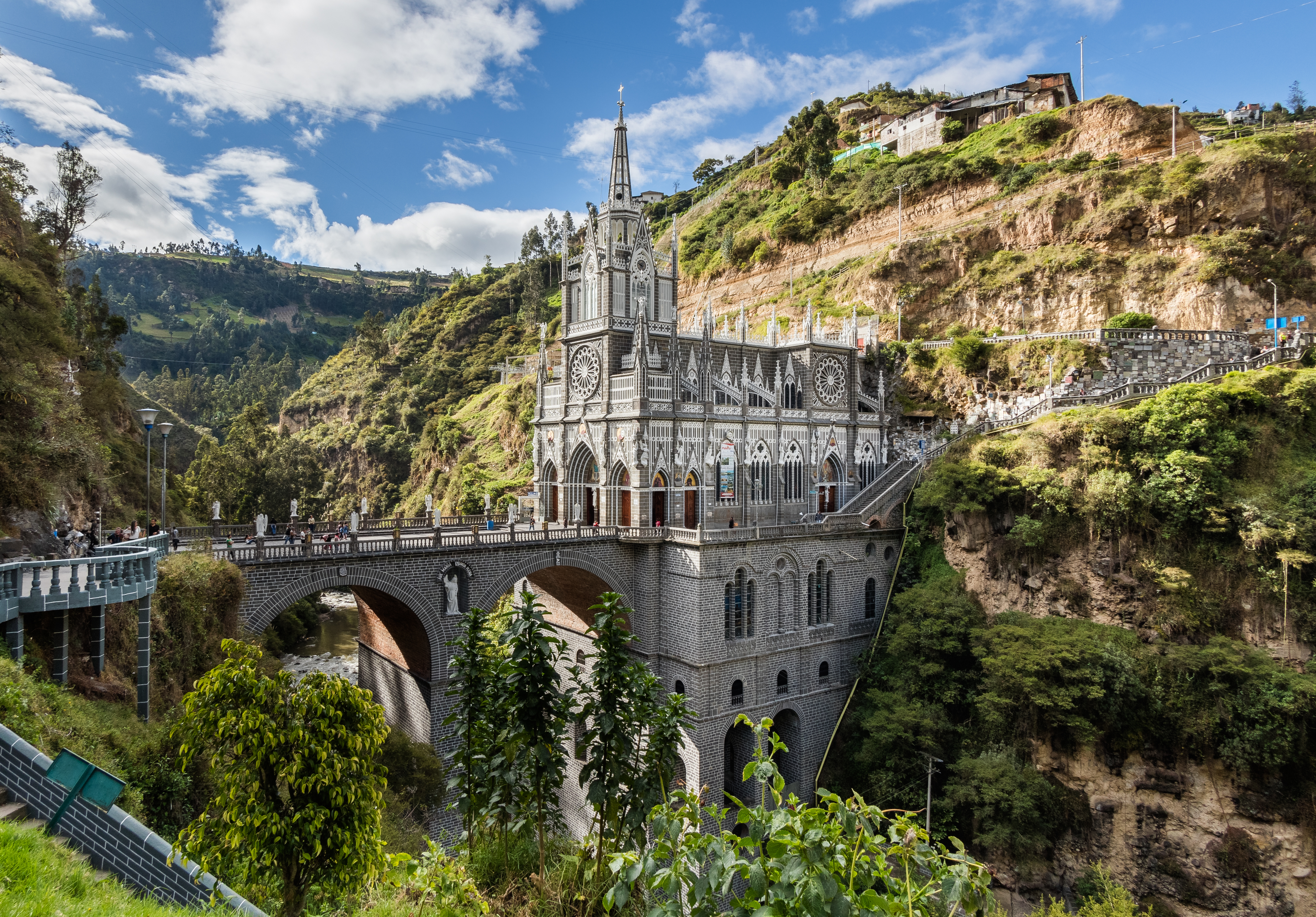
Santuario de las Lajas von Süden aus gesehen

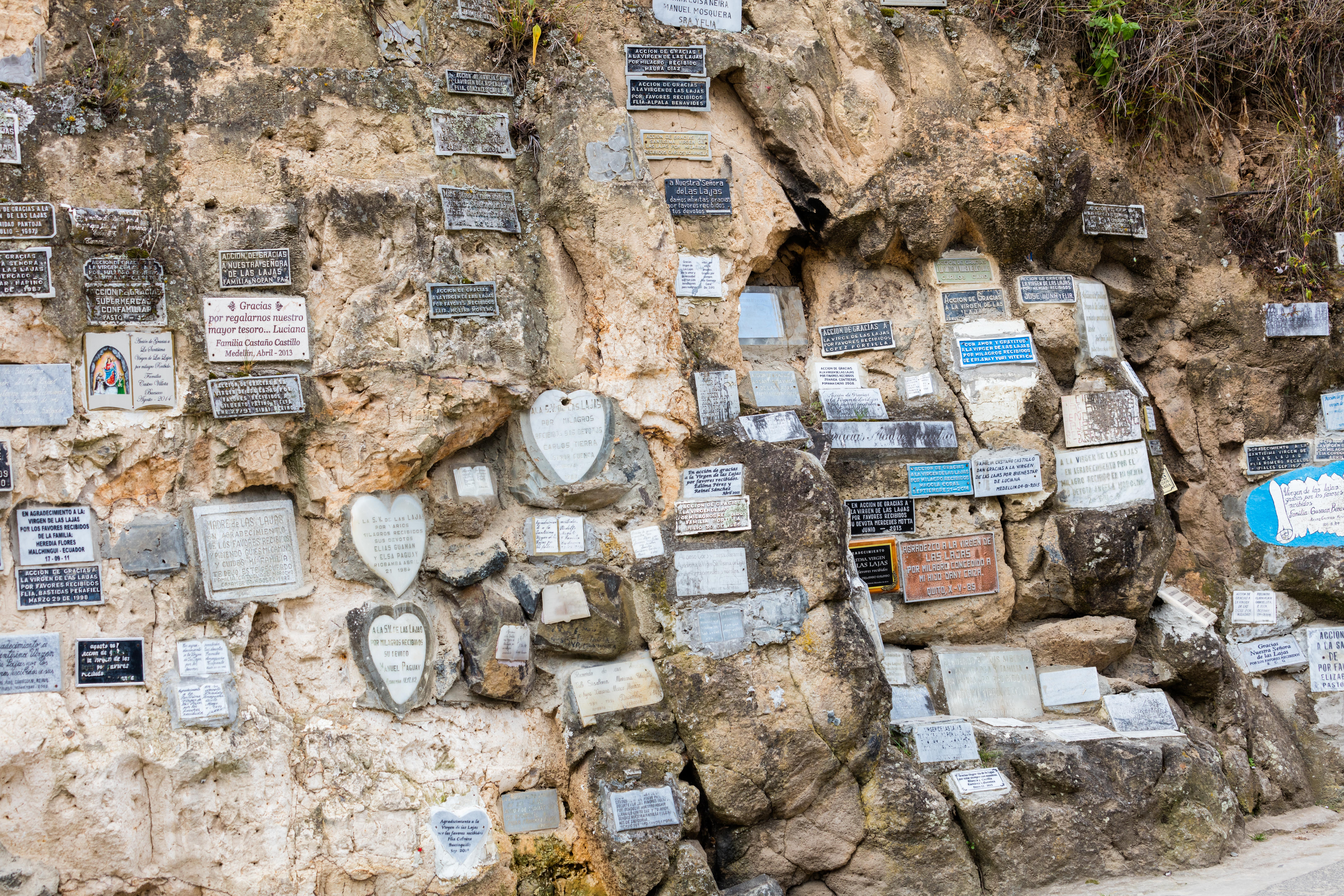
Votivtafeln

Das Santuario de Nuestra Señora de las Lajas („Wallfahrtsstätte Unserer Lieben Frau von Las Lajas“) ist eine römisch-katholische Kult- und Pilgerstätte (Sanktuarium) zu Ehren der Marienanrufung Nuestra Señora de las Lajas, einer auf einen Stein gemalten Rosenkranzmadonna. Sie befindet sich im Canyon des Río Guáitara in Ipiales, im südlichen Kolumbien. Seit dem 18. Jahrhundert ist das Heiligtum ein beliebtes Wallfahrtsziel. Im 20. Jahrhundert wurde in der Schlucht ein spektakulärer Kirchenbau errichtet.

## Geographische Lage
Die Wallfahrtskirche befindet sich in der Schlucht des Río Guáitara, im Gemeindebezirk (corregimiento) von Las Lajas in der Gemeinde Ipiales. Sie gehört zum Departamento de Nariño und liegt 7 km vom Verwaltungssitz und 10 km von der Grenze zu Ecuador entfernt.

## Architektur
Das heutige Gebäude wurde ab 1916 erbaut und 1949 fertiggestellt, es ersetzte einen Vorgängerbau, der 1802 an der Stelle einer seit den 1750er Jahren belegten und 1795 durch einen Ziegelbau ersetzten Kapelle errichtet worden war. Die 1951 als Basilica minor anerkannte Kirche wurde aus grauem und weißem Stein in neogotischem Stil errichtet. Sie verfügt über drei Schiffe, die auf enormen Untergeschossen ruhen, welche die Höhendifferenz zur Talsohle überwinden. Eine zweibogige Brücke verbindet die Kirche mit der gegenüberliegenden Talseite und bildet den Vorplatz.
Die Höhe der Kirche, vom Fundament bis zum Turm, umfasst 100 m. Die Brücke hat eine Höhe von 50 m bei einer Breite von 17 m und einer Länge von 20 m.
Das Hauptgebäude misst 27,50 m in der Länge und 15 m in der Breite. Im Innern sind die drei Schiffe mit Kreuzgewölben überdacht. Das Innere wird beherrscht durch ein Mosaik aus Glasfaser. Tagsüber spielt das Licht mit den Glasbildern des deutschen Künstlers Walter Wolf Wasserhoven. Die Abschlussmauer der Apsiden ist die natürliche Felswand des Canyons und in der mittleren zeichnet sich das Bild der Virgen del Rosario ab, die von einem unbekannten Maler auf eine Schiefertafel gemalt wurde. Das Untergeschoss der Kirche ist als Krypta im romanischen Stil ausgeführt. Das dreischiffige Tonnengewölbe aus Quadersteinen ist dem Sagrado Corazón de Jesús geweiht.
Die Fassade beherrschen drei Türmchen, die mit Kreuzblumen, Akanthen, Fenstern, Fensterrose, Strebebogen, Strebewerk und Fialen geschmückt sind. Die Mauern, die den Zugang zum Heiligtum flankieren, sind in charakteristischer Weise abgestuft und dem Gelände angepasst. Sie sind voll mit Votivgaben, die an erfüllte Gebete erinnern. Darunter befinden sich orthopädische Hilfsmittel, die an Heilungswunder erinnern.

## Geschichte

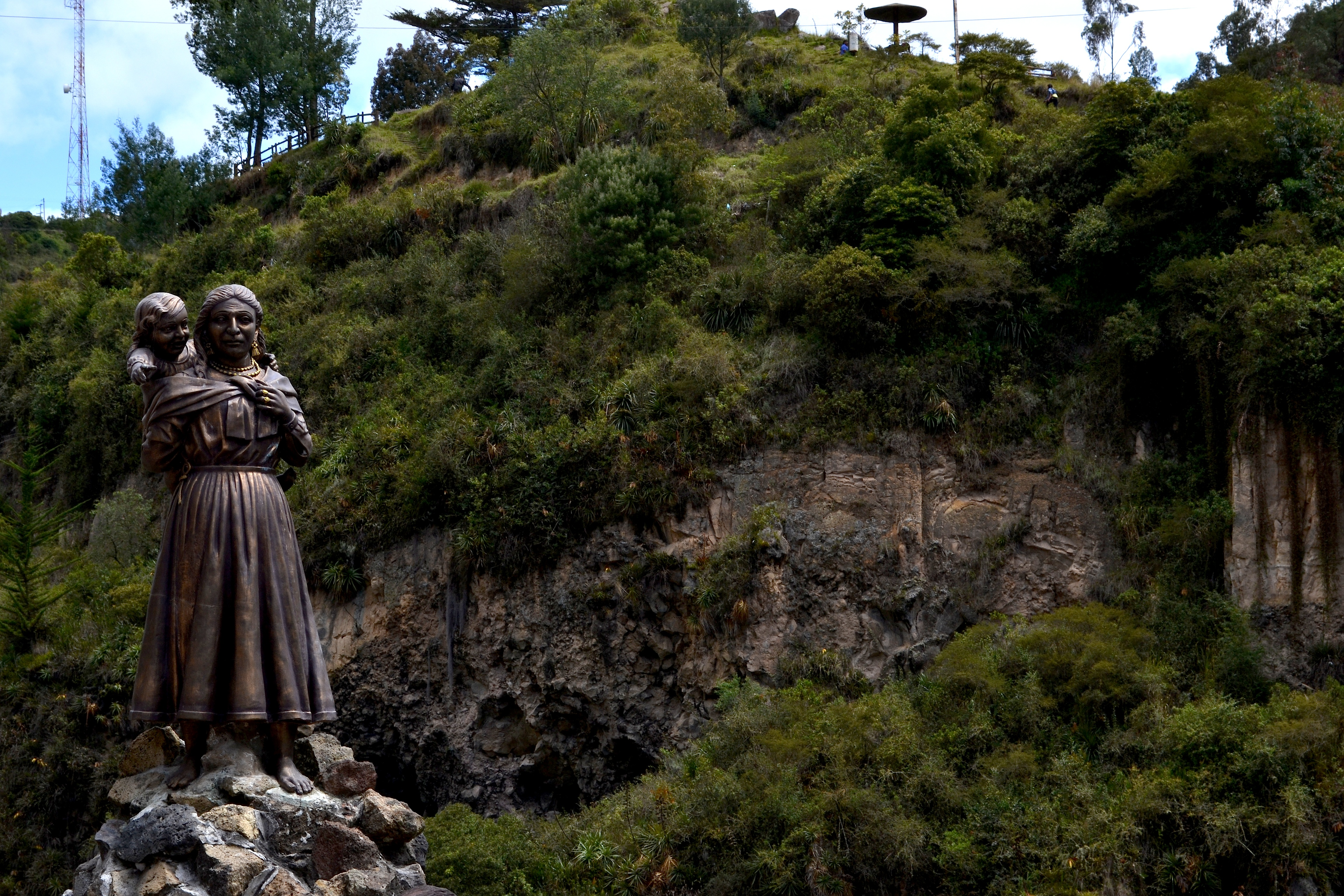
Skulptur der indigenen Mutter María Mueses mit ihrer Tochter Rosa

Der Franziskanerbruder Juan de Santa Gertrudis beschreibt in seiner Reisechronik der Jahre 1756–1762 in den Süden des Vizekönigreich Neugranada (4. Band, Buch III) unter dem Titel Maravillas de la naturaleza das Heiligtum. Dies ist wahrscheinlich die älteste Erwähnung.

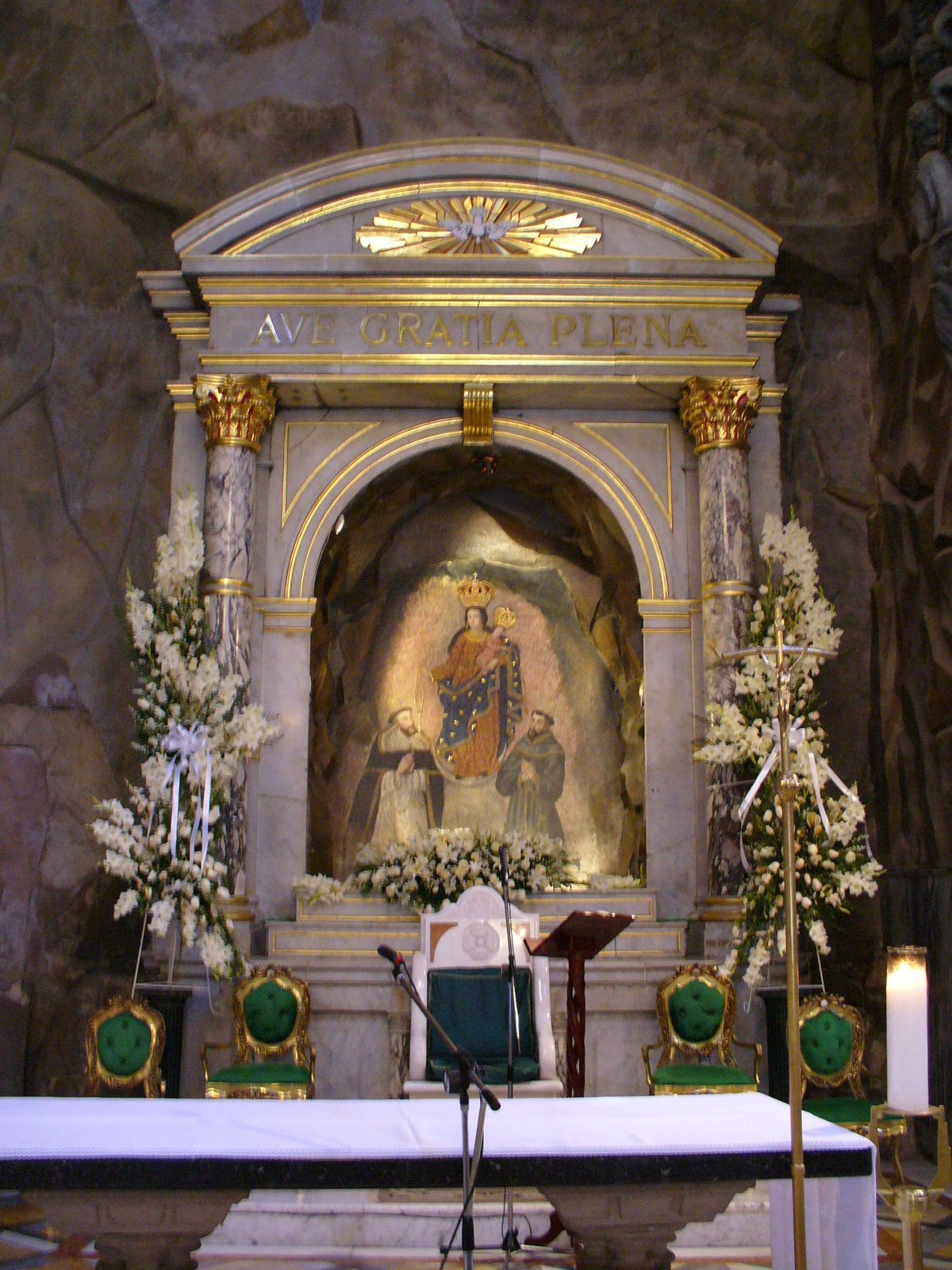
Hauptaltar mit dem Bild der Nuestra Señora de las Lajas

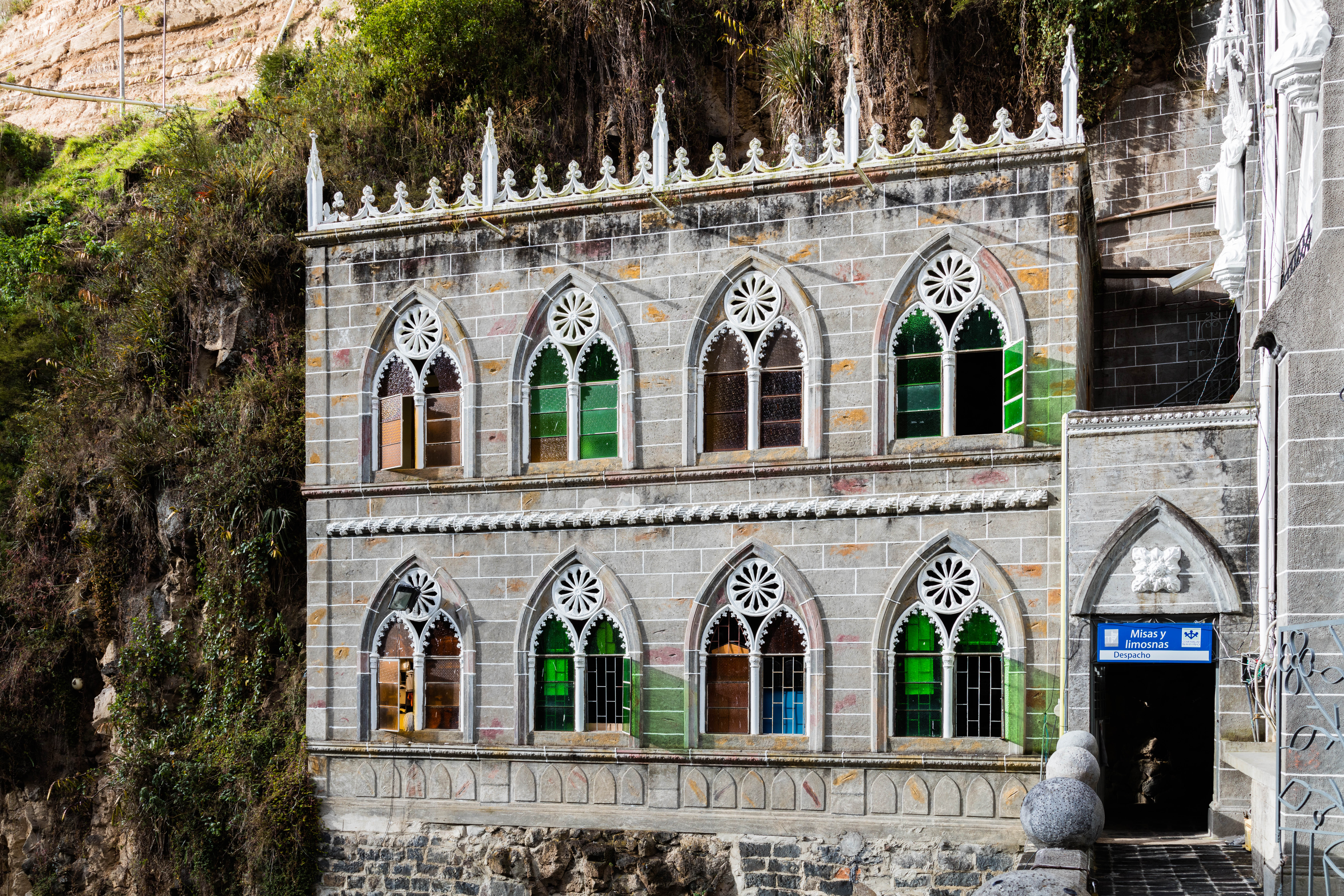
Nachbargebäude

Später überliefert Monseñor Justino Mejia y Mejia, der Capellán des Heiligtums zwischen 1944 und 1977 und Geschichtsschreiber, die geprüfte Geschichte über die Entdeckung des Bildes der Virgen del Rosario im Jahre 1754. Die Einheimische María Mueses (Mueces) war mit ihrer kleinen Tochter Rosa auf dem Weg von Ipiales in ihren Heimatort Potosí unterwegs. Als sie von einem Sturm überrascht wurden, suchten sie Schutz in einer Wegmulde, die sich zwischen den riesigen Schieferplatten auftat, die für diesen Abschnitt des Canyons charakteristisch sind. Zur großen Überraschung der Mutter rief die Tochter, die bis zu diesem Zeitpunkt für taubstumm gehalten worden war, die Mutter an: „Mamita, die Frau (Mestiza) ruft mich […]“. Dabei zeigte sie auf die Erscheinung, die in diesem Moment durch Blitze unheimlich erleuchtet wurde.
Nachdem die Behörden und die Einheimischen die Wahrhaftigkeit der Angaben überprüft hatten und sie am 15. September 1754 von den kirchlichen Autoritäten bestätigt waren, wurde der Ort zu einem Wallfahrtsort für die ganze Region, inklusive den Norden Ecuadors und man begann, das Heiligtum zu errichten. In fünf deutlich getrennten Bauabschnitten entwickelte sich das Santuario bis zu seiner heutigen Form.

### Baugeschichte

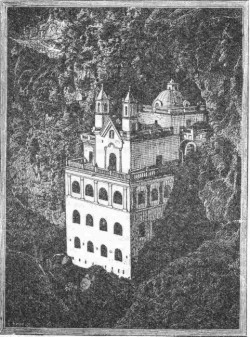
Santuario de las Lajas, im dritten Bauabschnitt, nach 1853

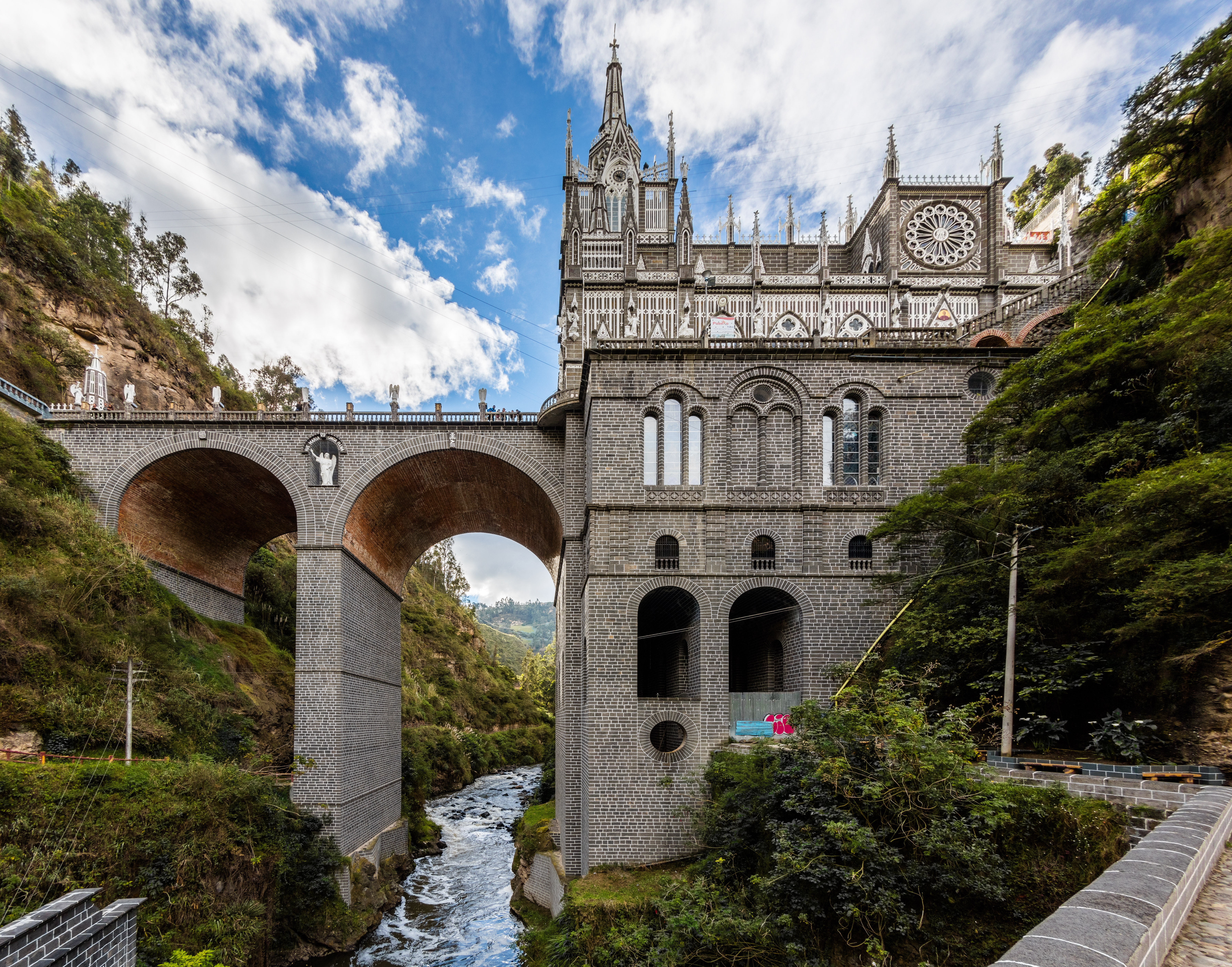
Blick von unten

Der erste Bauabschnitt bestand aus einer Hüttenkonstruktion aus Holz und Stroh, die 40 Jahre lang bestand. Im zweiten Bauabschnitt wurde eine Kapelle aus Ziegeln und Kalk errichtet, die in einer Kuppel auslief.
Im dritten Bauabschnitt wurde das Gebäude in südöstlicher Richtung ausgerichtet. Der ecuadorianische Architekt Mariano Aulestia entwarf das Gebäude, das für mehr als ein Jahrhundert durch seine verwegene Konstruktion Bewunderung erregte. Der Schriftsteller und spätere Präsident von Kolumbien, Santiago Pérez Manosalva, schreibt in seiner Chronik „Notizen einer Reise in den Süden von Neu-Granada in 1853“:

„Kommend aus dem Süden und beim Hinabsteigen über eine Serpentine aus Fels stößt der Reisende plötzlich, inmitten von Felsen und sozusagen in deren Herzen, auf eine Kapelle, deren Äußeres sich kühn und graziös aus der Schlucht emporreckt. Dieser Teil besteht aus Ziegelmauern; das Innere ist ganz aus demselben Stein gemacht, unterbrochen von Schiefer[platten], und auf einer davon sieht man gezeichnet mit Ölfarben das Bildnis der Jungfrau, das von der Natur erweckt wurde und vom Menschen vollendet ist, in dem Innersten des Schmerzes. Die Wasser stürzen sich aus einer Höhe von 40 Fuß herunter, die Gemäuer heben sich scharf und felsig hervor; der Wald drängt sich überall heran, und alle Umrisse bieten sich mit urwaldiger Majestät dar.“

Der vierte Bauabschnitt ließ einen Vorplatz und die zweibogige Brücke entstehen.
Der fünfte Bauabschnitt brachte das Gebäude in seinen heutigen Zustand. Er begann mit der Segnung des Grundsteins am 1. Januar 1916; das Werk wurde in Verantwortung des ecuadorianischen Ingenieurs J. Gualberto Pérez und von Lucindo Espinosa ausgeführt und wurde im August 1949 vollendet. Man hat errechnet, dass 1.850.000 kolumbianische Pesos (umgerechnet circa 1.000.000 Dollar) aufgewendet wurden. Das Geld wurde durch Spenden und Gelübde, vor allem aus Kolumbien und Ecuador, aufgebracht.

### Zeitleiste
- 1951 wurde vom Vatikan die Coronatio Canonica der Nuestra Señora de las Lajas vollzogen.
- 1954 erhob Papst Pius XII. das Heiligtum zur Basilica minor.
- 1984 wurde es zum Monumento parte del patrimonio cultural erklärt durch die Resolución 007 vom 28. Dezember 1984 der kolumbianischen Regierung.
- 2006 wurde die Kirche durch die Resolución 1592 vom Oktober 2006 zum Bien de Interés Cultural de Carácter Nacional erklärt.
- 2007 wurde sie unter die Sieben Wunder von Kolumbien auf dem zweiten Platz eingereiht. Höhere Bewertungen erreichte nur die Catedral de Sal in Zipaquirá. Die Bewertung wurde durch eine Abstimmung der Kolumbianischen Zeitschrift „El Tiempo“ erzielt.

## Religiöse Aspekte

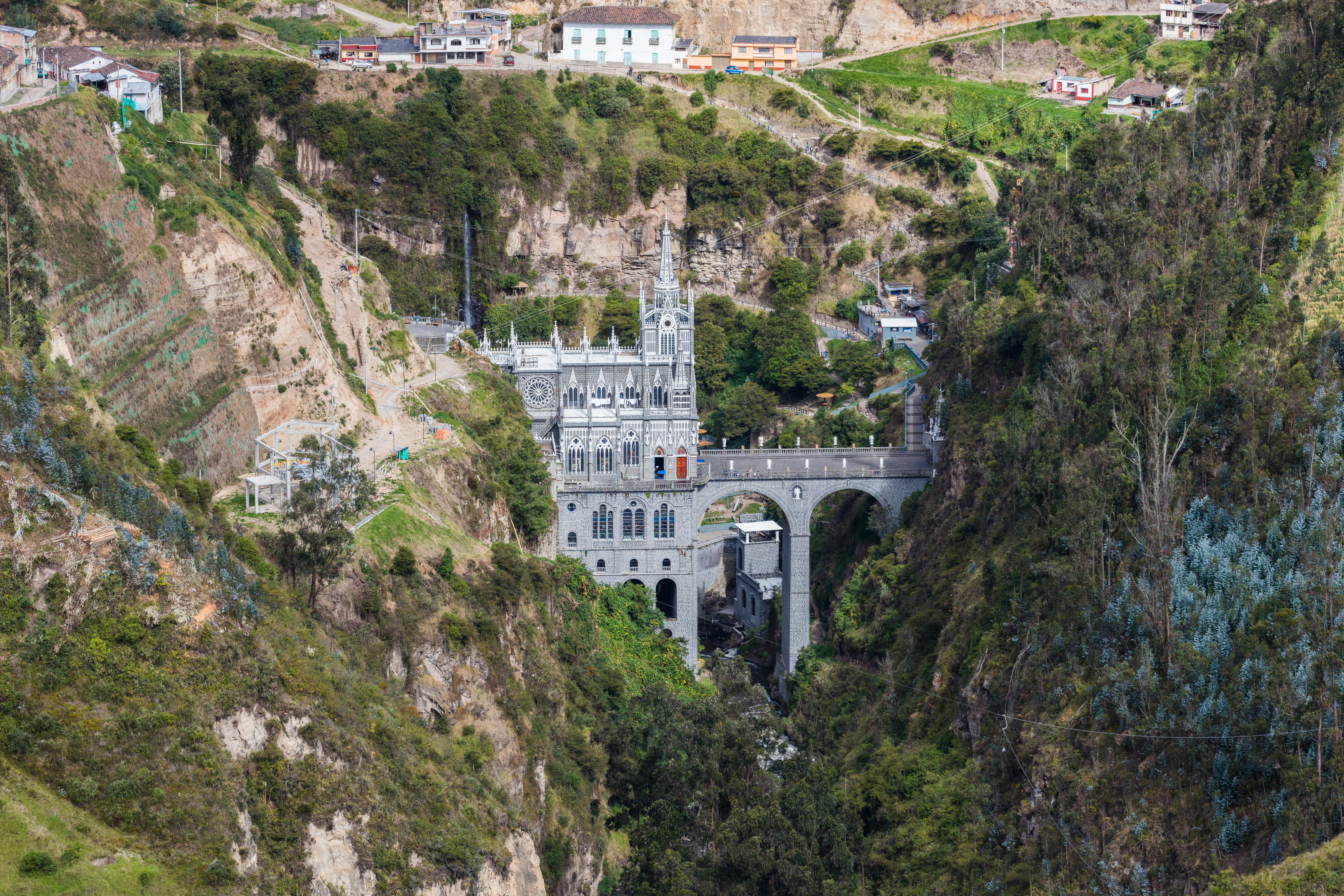
Santuario de las Lajas von Norden

Das Heiligtum wird von der Franziskanerinnengemeinschaft Franciscanas de María Inmaculada bewohnt und verwaltet. Der Wallfahrtsbetrieb und die Gottesdienste werden vom Capellán (Wallfahrtsdirektor) und den übrigen Priestern der Pfarre Nuestra Señora del Rosario de las Lajas betreut, die zum Bistum Ipiales gehört.
Die Wallfahrt ist ganzjährig, schwillt jedoch zu drei Zeiten des Jahres an: im September, zu den Patronatsfesten am 15. und 16. September, am Gründonnerstag, wenn Pilger vor allem aus Pasto oder Túquerres und den umliegenden Dörfern sowie aus Ecuador zu Fuß eine mindestens 12-stündige Wallfahrt unternehmen. Darüber hinaus gibt es auch eine spezielle Wallfahrt im Dezember und an den ersten Tagen des neuen Jahres.